# Carpilis barberi
Carpilis barberi är en insektsart som först beskrevs av Willis Blatchley 1924.  Carpilis barberi ingår i släktet Carpilis och familjen Rhyparochromidae. Inga underarter finns listade i Catalogue of Life.